# Delgo
Pour plus de détails, voir Fiche technique et Distribution.
Delgo est un film d'animation fantastique américain sorti en 2008, produit par les studios Fathom.

## Synopsis
Après avoir quitté leurs terres appauvries, le peuple ailé des Nohrins s'installe sur Jhamora avec la permission de ses habitants, les Loknis. Les Nohrins, conduits par Sedessa, la sœur de leur roi qui est resté sur place, entrent en guerre. Apprenant le carnage, le roi nohrin destitue sa sœur, et celle-ci, pour se venger, empoisonne la reine avant de tenter de faire de même avec le roi. Elle est alors bannie et ses ailes sont coupées.
Quinze années après, Delgo, orphelin de guerre, rencontre Kyla, une Nohrin qui le sauve contre son gré d'une chute mortelle. Parallèlement, Sedessa a ourdi un complot afin de mettre un terme à la paix qui règne entre les Nohrins et les Loknis et prendre le trône de son frère.

## Distribution

### Voix originales
- Sally Kellerman : Narratrice
- Freddie Prinze Jr. : Delgo
- Jennifer Love Hewitt : Princesse Kyla
- Louis Gossett Jr. : Roi Zahn
- Anne Bancroft : Sedessa
- Val Kilmer : Général Bogardus
- Malcolm McDowell : Général Raius
- Chris Kattan : Filo
- Michael Clarke Duncan : Elder Marley
- Eric Idle : Spig
- Kelly Ripa : Kurrin
- Burt Reynolds : Père de Delgo
- Brad Abrell : Spog
- Mary Mouser Matilyn : Delgo bébé
- David Heyer : Talusi
- John Vernon : Juge Nohrin

### Voix françaises
- Donald Reignoux : Delgo
- Damien Ferrette : Filo
- Marie-Eugénie Maréchal : princesse Kyla
- Véronique Desmadryl : Sedessa
- Patrick Béthune : Bogardus
- Pierre-François Pistorio : Raius
- Antoine Tomé : maître Marley
- Pierre Hatet : roi Zahn
- Benoît Dupac : Spig
- Luc Boulad : père de Delgo / un général Ando / un ancien Lockni
- Sylvain Lemarié : Giddy

### Voix québécoises
- Alexandre Fortin : Delgo
- Camille Cyr-Desmarais : Princesse Kyla
- Pierre Chagnon : Roi Zahn
- Diane Arcand : Sedessa
- Jean Harvey : Général Bogardus
- Jean-Luc Montminy : Général Raius
- Martin Desgagné : Filo
- Yves Massicotte : Elder Marley
- Jacques Lavallée : Spig
- Vincent Davy : père de Delgo

Source : Doublage Québec

## Réception

### Box office
Delgo se distingue par, à l'époque, la pire ouverture pour un film projeté dans plus de 2 000 salles de cinéma, obtenant un montant de 511 920 $ dans 2 160 salles aux États-Unis. Selon Yahoo! Films, cette moyenne est d'environ 2 spectateurs par projection. En 2012, The Oogieloves in the Big Balloon Adventure est devenu le nouveau titulaire de ce record, gagnant seulement 443 901 $ pour son week-end d'ouverture. Delgo est également le film d'animation en image de synthèse le plus bas de tous les temps, avec seulement 915 840 $ réalisés dans le monde entier, record précédemment réalisé par le film Doogal en 2006 (7,2 millions de dollars aux États-Unis).

### Critique
Le film a été largement éreinté par les critiques. Rotten Tomatoes rapporte que seulement 12 % des critiques ont donné des appréciations positives basées sur 43 avis, avec un score moyen de 3,6 / 10 et un consensus affirmant que « Delgo présente un mélange d'éléments d'intrigue de films fantastiques antérieurs (et supérieurs) avec une plus faible animation et des personnages ternes ». Sur Metacritic, selon une évaluation basée  sur 100 commentaires critiques, le film obtient un score moyen de 27/100, avec un avis « généralement défavorable », basé sur 10 avis, critiquant le film pour ses clichés fantastiques, entre autres faiblesses.

## Distinction
En 2008, le film est récompensé par le prix du meilleur long métrage d'Anima Mundi.